# Monument aux Girondins
Monument aux Girondins je pomník v Bordeaux na Place des Quinconces, který byl postaven v letech 1894–1902 na památku girondistických poslanců, kteří se stali oběťmi jakobínského teroru. Od 16. března 2011 je klasifikován jako historická památka.

## Historie
Již v roce 1868 vypracoval architekt Julien Guadet, prasynovec girondistického poslance Élie Guadeta, projekt pomníku na památku girondistů pro Place Dauphine (dnešní Place Gambetta) v Bordeaux. Právě na tomto náměstí se v roce 1794 konaly poslední popravy girondistických poslanců včetně Élie Guadeta a jejich příznivců. Návrh byl vystaven na pařížském salonu v roce 1870, ale projekt nebyl realizován.
V roce 1881 se rada města Bordeaux rozhodla postavit pomník na památku girondistických poslanců.
Dne 29. března 1887 byl vybrán jako místo pomníku střed ulice Allées de Tourny, kde stojí socha Republiky a 10. června na základě vyhlášky byla vyhlášena veřejná soutěž pro všechny francouzské umělce. Ve druhém kole získali první cenu v roce 1888 sochař Jules Labatut a architekt Pierre Esquié.
Jejich projekt však nebyl realizován, místo něj byl vybrán návrh Gloria victis (Sláva poraženým) sochaře Alphonse Dumilatra a architekta Henriho Deverina, který se v soutěži umístil na druhém místě.
Ve stejné době však probíhal další projekt, který měl ozdobit Place des Quinconces monumentální fontánou, kterou navrhl Bartholdi. Bartholdiho fontána byla vyrobena v roce 1888, ale městská rada města Bordeaux považovala její cenu za příliš vysokou, takže ji získalo město Lyon a umístilo na Place des Terreaux.
Po neúspěšném jednání s Bartholdim se město Bordeaux rozhodlo spojit dva projekty – projekt pomníku girondistům a projekt fontány – vytvořením pouze jednoho, a to pomník s fontánou na náměstí Place des Quinconces.
Dne 14. listopadu 1893 obecní zastupitelstvo odhlasovalo rozpočet. Stavební práce začaly v roce 1894 postavením dřevěného lešení a skončily v roce 1902. Projekt však nebyl zcela dokončen, přestože dvě sousoší představující celkem osm hlavních poslanců nebyla nikdy vyrobena a jejich umístění na patě sloupu, za každou ze dvou fontán, zůstalo neobsazeno.
Tyto dvě skupiny poslanců vytvořili na jedné straně Pierre Victurnien Vergniaud, François Buzot, Jérôme Pétion de Villeneuve a Charles Jean Marie Barbaroux, a na druhé straně Élie Guadet, Armand Gensonné, Jean-Antoine Grangeneuve a Jean-Baptiste Boyer-Fonfrède.
Nicméně, v roce 1989, u příležitosti dvoustého výročí útoku na Bastilu, byla k pomníku připevněna pamětní deska s vyrytými jmény osmi girondistických poslanců.
Na této desce jsou však jména pouze pěti z osmi poslanců tvořících dvě původně plánovaná sousoší. François Bergoeing, Jean-François Ducos a Jacques Lacaze byli nahrazeni Barbarouxem (poslanec za Bouches-du-Rhone), Buzotem (poslanec za Eure) a Pétionem (poslanec za Eure-et-Loir), kteří tragicky zemřeli v departementu Gironde, kde se pokusili najít útočiště před pronásledováním.
Sedm poslanců zmíněných na pamětní desce zemřelo na popravišti. François Bergoeing zemřel v Bordeaux v roce 1829 poté, co byl členem Výboru pro všeobecnou bezpečnost.
V roce 1944 byla bronzová výzdoba pomníku odstraněna pro válečné účely za sumu 1,5 milionu franků.

## Popis
Pomník se skládá z velké základny orámované dvěma nádržemi, zdobené koňmi a bronzovými skupinami, nad nimiž se tyčí 43 m sloup, na které stojí  (ve výšce 54 m) bronzová socha Svobody lámající si řetězy.
Sousoší tvoří následující skupiny:
- směrem ke Grand-Théâtre: triumf Republiky. U nohou vozu a koní alegorie Nevědomost, Falešnost a Neřest. Kvadriga mořských koníků je reprezentací Štěstí
- směrem k Chartrons: triumf Concordie
- směrem k řece: Tribuna s galským kohoutem, vpravo Historie a vlevo Výmluvnost (dvě sedící osoby)
- směrem k Place Tourny: město Bordeaux sedící na přídi lodi s rohem hojnosti. Napravo od soklu říční alegorie: Dordogne a vlevo Garonne.

Sloup vyrobili Alphonse Dumilatre a Victor Rich. Mořští koníci, odstranění během okupace, byli vráceni na své místo v roce 1983, kdy byla obnovena i bronzová výzdoba.